# Гаркалне (станция)
Га́ркалне (латыш. Garkalne), до 2011 года Ро́пажи (латыш. Ropaži) — железнодорожная станция на линии Рига — Лугажи, ранее являвшейся частью Псково-Рижской железной дороги. Находится на территории села Гаркалне Гаркалнского края.
Построена в 1889 году. Первоначально станция называлась Роденпойс, а с 1919 года — Ропажи.
В январе 2011 года министр сообщения отдал распоряжение переименовать станцию в «Гаркалне» (с 29 мая 2011 года).

## Пассажирское сообщение
В 1980—1995 годах станция была частью проекта электрификации участка Рига—Сигулда. Электрифицировать участок успели именно до этой станции. В 1990-х годах контактную сеть демонтировали до станции Югла, далее, в целях удешевления проекта, проводились испытания аккумуляторного электропоезда ЭР2А6, который далее до Сигулды следовал на автономном ходу. По сей день можно увидеть опоры контактной сети до станции Ропажи (Гаркалне).
Регулярное сообщение представлено дизельными маршрутами Рига — Сигулда и Рига — Валга.